# Noel von Grünigen
Noel von Grünigen (* 17. April 1995 in Zweisimmen) ist ein ehemaliger Schweizer Skirennfahrer. Er war auf die Disziplinen Slalom und Riesenslalom spezialisiert.

## Biografie
Noel von Grünigen stammt aus Schönried im Kanton Bern und ist der älteste von drei Söhnen des früheren Skirennfahrers Michael von Grünigen. Das Skifahren erlernte er im Alter von zwei Jahren. Er schloss das Gymnasium in Gstaad mit der Matura ab und absolvierte danach zusätzlich eine dreijährige Ausbildung zum Zimmermann. Als 15-Jähriger nahm er ab November 2010 an FIS-Rennen und nationalen Juniorenrennen teil. Ab der Saison 2014/15 gehörte er dem C-Kader von Swiss-Ski an. Seine ersten Einsätze im Europacup hatte er im Februar 2015, Ergebnisse in den Punkterängen blieben jedoch vorerst aus. Hingegen gewann er zwei Schweizer Juniorenmeistertitel, 2015 in der Kombination und 2016 im Slalom. Sein bestes Ergebnis bei Juniorenweltmeisterschaften erreichte er 2016 in Sotschi mit Platz 6 im Slalom.
Im Dezember 2016 fuhr von Grünigen im Europacup erstmals in die Punkteränge, im darauf folgenden Monat gelang ihm der erste Sieg in einem FIS-Rennen. Sein Weltcup-Debüt hatte er am 15. November 2018 im Slalom von Levi, wo er sich nicht für den zweiten Durchgang qualifizieren konnte. Nach einer durchzogenen Europacupsaison nahm er im Februar und März 2019 in Ostasien am Far East Cup teil, wobei er ein Rennen gewann und fünf weitere Podestplätze erzielte. Die dadurch deutlich verbesserte Startposition nutzte er am 10. März 2019 zum Gewinn der ersten Weltcuppunkte, als er im Slalom von Kranjska Gora auf Platz 29 fuhr.
Am 26. Januar 2021 erreichte er mit dem 19. Platz beim Slalom von Schladming sein bestes Weltcup-Ergebnis. Im August 2025 verkündete er seinen Rücktritt auf Instagram.

## Erfolge

### Weltcup
- 1 Platzierung unter den besten 20

### Weltcupwertungen
| Saison  | Gesamt | Gesamt | Slalom | Slalom |
| Saison  | Platz  | Punkte | Platz  | Punkte |
| ------- | ------ | ------ | ------ | ------ |
| 2018/19 | 154.   | 2      | 59.    | 2      |
| 2020/21 | 133.   | 12     | 45.    | 12     |
| 2021/22 | 155.   | 5      | 53.    | 5      |

### Europacup
- Saison 2021/22: 2. Slalomwertung
- Saison 2022/23: 9. Slalomwertung
- Saison 2023/24: 8. Slalomwertung
- 4 Podestplätze, davon 1 Sieg:

| Datum            | Ort     | Land     | Disziplin |
| ---------------- | ------- | -------- | --------- |
| 22. Februar 2022 | Almaasa | Schweden | Slalom    |

### Juniorenweltmeisterschaften
- Hafjell 2015: 35. Riesenslalom, DNS Slalom
- Sotschi 2016: 6. Slalom, 38. Super-G, DNF Riesenslalom, DNF Alpine Kombination

### Australian New Zealand Cup
- 4 Platzierungen unter den besten 10

### Far East Cup
- 6 Podestplätze, davon 1 Sieg

| Datum            | Ort               | Land     | Disziplin    |
| ---------------- | ----------------- | -------- | ------------ |
| 14. Februar 2019 | Bears Town Resort | Südkorea | Riesenslalom |

### Nor-Am Cup
- 3 Platzierungen unter den besten 10

### Weitere Erfolge
- 1 Schweizer Meistertitel (Slalom 2020)
- 2 Schweizer Juniorenmeistertitel (Kombination 2015, Slalom 2016)
- Winter-Universiade 2015: 11. Slalom
- 4 Siege in FIS-Rennen